# Aquilin Glückstein
Johann Aquilin Glückstein (geb. 23. April 1791 in Saal an der Saale, gest. 25. September 1874 in Münnerstadt) war ein deutscher Architekt, Maurermeister und Amateurfotograf, der nach seiner Heirat im Jahre 1830 nach Münnerstadt gezogen ist und seitdem überwiegend dort lebte und arbeitete.

## Leben
1834 wurde mit dem Bau der evangelischen Auferstehungskirche in Poppenlauer begonnen, Aquilin Glückstein war der Architekt, die Einweihung fand am 21. August 1836 statt.
Das Hohe Kreuz ist ein Flurdenkmal und steht auf der Liste der Baudenkmäler in Münnerstadt. Das Kreuz ist etwa zehn Meter hoch und besteht aus Holz. Im Korpus des Kreuzes befindet sich eine Urkunde, aus der seine Geschichte hervorgeht. Demzufolge entstand es im Jahr 1834 und wurde von Glückstein errichtet.
Aquilin Glückstein nahm 1873 die älteste bekannte Fotografie von Münnerstadt auf.
Aquilin Glückstein wird zudem von seinem Enkel Leander Glückstein (geb. 23. Februar 1903) in einer lokalhistorischen Aufzeichnung vom 15. Juli 1979 als früher Nacherzähler der Lokalsage der Mürschter Nägelsieder, dem Spitznamen der Münnerstädter, namentlich erwähnt.

## Galerie

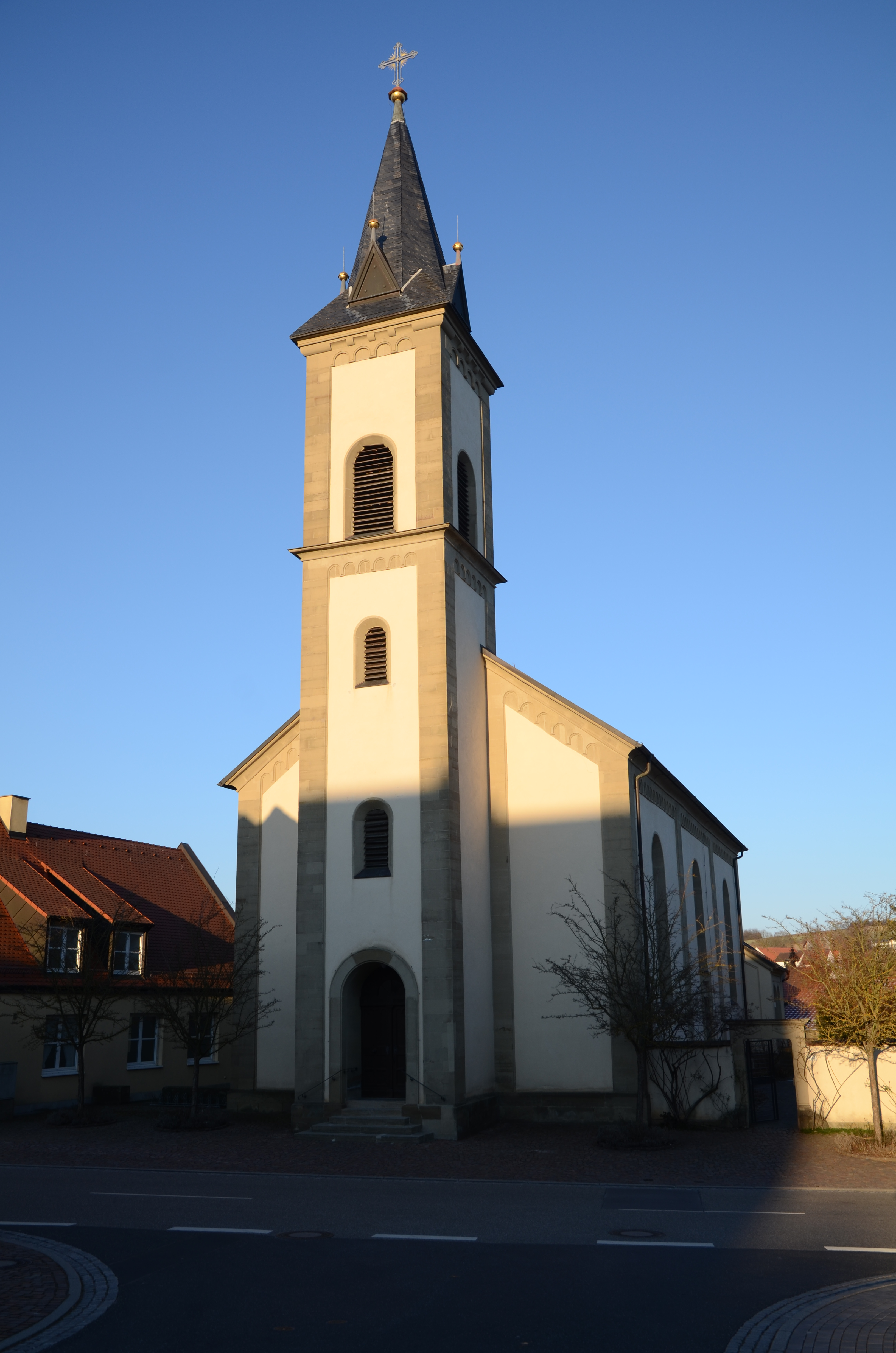
Auferstehungskirche in Poppenlauer
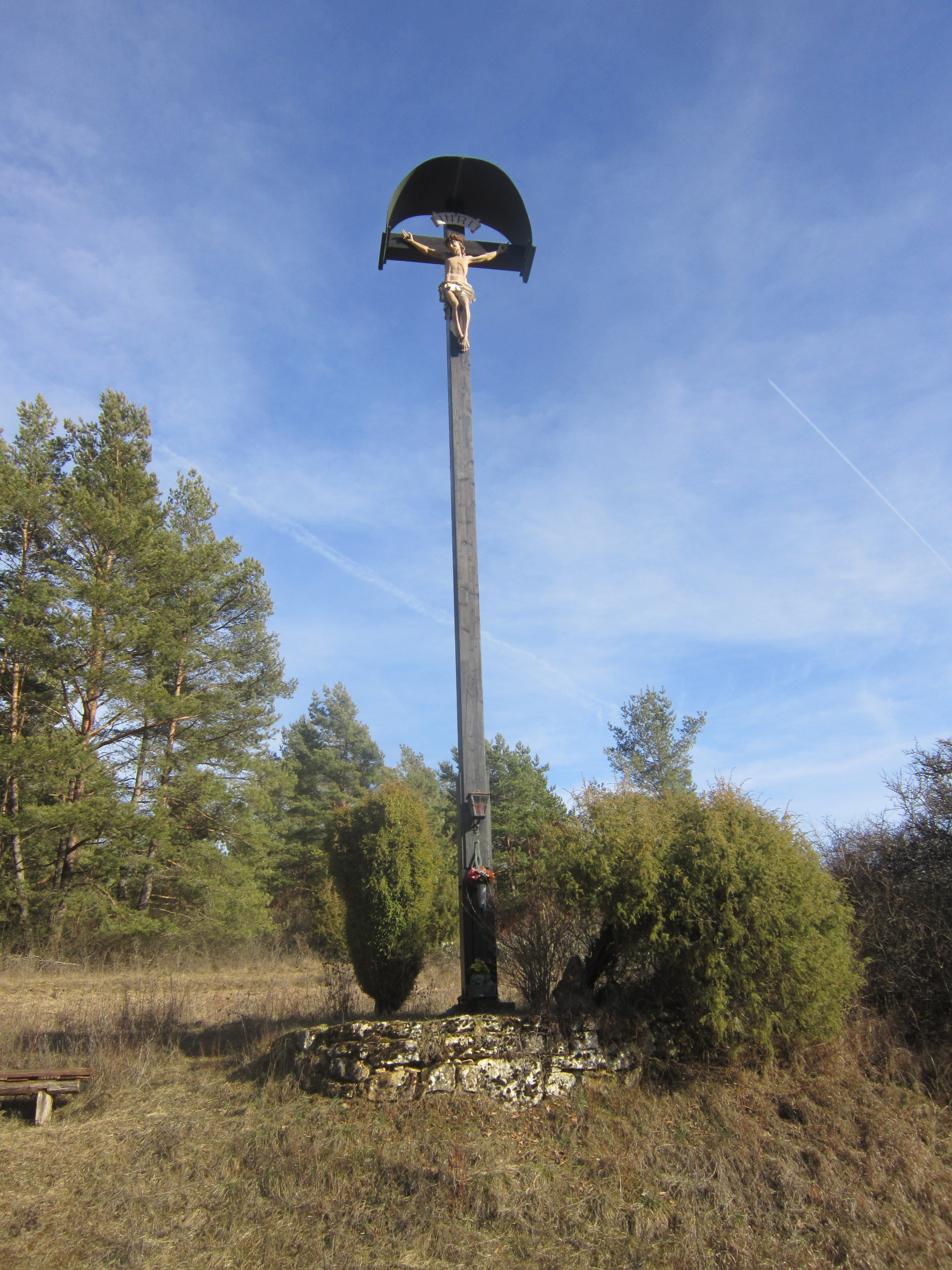
Hohes Kreuz in Münnerstadt
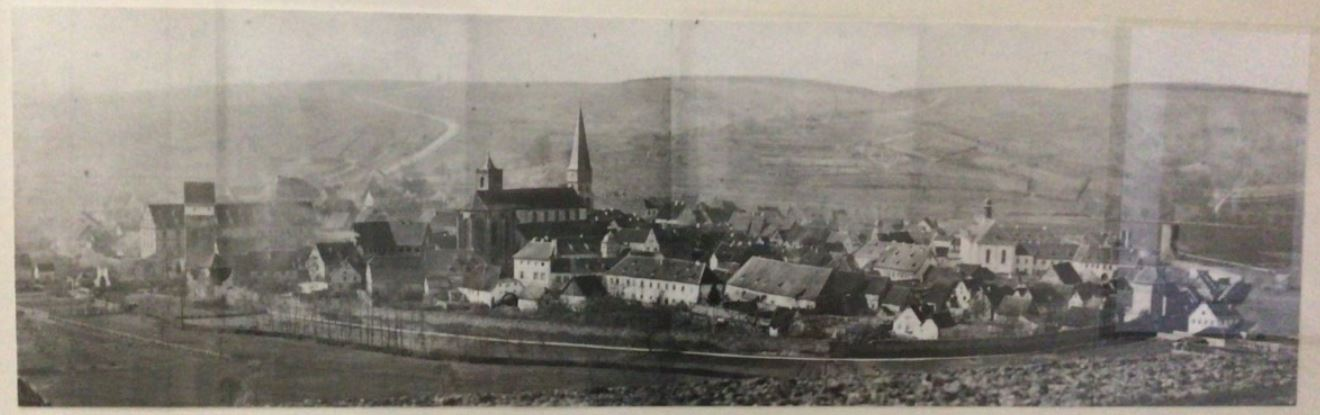
Älteste bekannte Aufnahme von Münnerstadt durch Johann Aquilin Glückstein vor 1873